# The Whigs
The Whigs is een Amerikaanse garagerockband uit Athens (Georgia), in 2002 opgericht door zanger en gitarist Parker Gispert, bassist Hank Sullivant en drummer Julian Dorio.

## Discografie

### Albums
- 2005 - Give 'Em All a Big Fat Lip
- 2008 - Mission Control
- 2010 - In the Dark
- 2012 - Enjoy the Company
- 2014 - Modern Creation

### Singles
- 2008 - "Like a Vibration" / "That's A Lot To Live Up To" (demo) (7")
- 2008 - "Right Hand on My Heart"
- 2010 - "Kill Me Carolyne"
- 2010 - "Hundred / Million"
- 2010 - "So Lonely" / "Gimme Gimme Shock Treatment (The Ramones)
- 2012 - *"Waiting" / "Don't Know What We're Doing" (7")
- 2013 - "Staying Alive" (radio edit)
- 2014 - "Hit Me" (radio edit)